# Albert Jenicot
Albert Raoul Hector Jenicot, né le 10 septembre 1885 à Maubeuge (Nord) et mort le 19 juillet 1915 à Roubaix, est un footballeur international français.

## Biographie
Fils d'Émile Jenicot, d'origine belge, et frère de Fernand Jenicot, lui aussi footballeur au Racing Club de Roubaix, Albert exerce le métier de graveur et son poste de prédilection au football est inter droit. Il compte trois sélections en équipe de France de football, Suisse-France au stade des Charmilles à Genève en 1908, France-Belgique à Colombes au stade du matin, Danemark-France au White City Stadium à Londres, Jeux olympiques en 1908.

## Clubs successifs
- Racing Club de Roubaix

## Carrière
Si la carrière en bleu d'Albert commença relativement bien, elle se termina par une déroute aux Jeux olympiques en 1908 de Londres (les Français sont défaits par les Danois sur le score de 9-0).
Diabétique, il est réformé une semaine après le début de la Première Guerre mondiale.

## Palmarès
- Champion de France USFSA : 1904, 1906, 1908

## Source
- Denis Chaumier, Les bleus, éd. Larousse.